# Soldatski bal
Soldatski bal (Le bal des soldats) est le premier album studio du groupe yougoslave Plavi orkestar, sorti en 1985. Avec plus de 500 000 exemplaires vendus, il s'agit du premier album le plus vendu en Yougoslavie et dans ses États successeurs.
Enregistré en janvier 1985 et sorti quelques mois plus tard, l'album est un énorme succès commercial, comprenant de nombreux hits. Il a propulsé le groupe vers la renommée nationale.
Les paroles de l'album sont principalement inspirées du service militaire obligatoire qu'eut à effectuer Saša Lošić de septembre 1983 à septembre 1984. De nombreuses guest stars figurent dans l'album, dont Aki Rahimovski, Dragoš Kalajić et Jovan Ćirilov.
La pochette de l'album a été conçue par Bojan Hadžihalilović. Faisant référence à celle de l'album Sgt. Pepper's Lonely Hearts Club Band des Beatles, elle présente les quatre membres du groupe flanqués des sept secrétaires de la Ligue communiste de la jeunesse yougoslave (SKOJ), en plus de 49 personnes de l'histoire et de la vie publique yougoslaves telles que Petar II Petrović-Njegoš, Ivo Lola Ribar, Bata Živojinović, Lepa Brena, Vuk Karadžić, Slavko Štimac, Miroslav Krleža, Oliver Mandić, Mirza Delibašić, etc. En 2015, la couverture de l'album a été classée 58e sur la liste des 100 plus grandes couvertures d'album de rock yougoslave publiée par le magazine Web Balkanrock.

## Liste des pistes
Toutes les chansons sont écrites et composées par Saša Lošić sauf indication contraire.
| 1. | Suada (Saša Lošić / Mladen Pavičić) | 2:50 |
| 2. | (Medena curice) Daj mi vruće rakije | 3:10 |
| 3. | Gujo, vrati se                      | 2:40 |
| 4. | Odlazi nam raja                     | 2:45 |
| 5. | Šta će nama šoferima kuća           | 3:03 |
| 6. | Bolje biti pijan nego star          | 4:15 |

| 1. | Good Bye Teens          | 3:35 |
| 2. | Stambol, Pešta, Bečlija | 2:45 |
| 3. | Parajlija               | 3:20 |
| 4. | Kad mi kažeš, Paša      | 3:37 |
| 5. | Soldatski bal           | 4:30 |

## Membres
- Guitare basse — Ćera I
- Batterie — Ćera II
- Batterie, chant — Firči
- Ingénieur — Vladimir Smolec
- Producteur exécutif - Malcolm Muharem
- Guitare, arrangement  — Pava
- Claviers — Zoran Kraš
- Photographie — Mehmed Akšamija
- Producteur — Husein Hasanefendić
- Chant, voix, arrangement — Saša Lošić
- Chant sur Šta će nama šoferima kuća — Nada Obrić
- Chant sur Stambol, Pešta, Bečlija — Aki Rahimovski, Jura Stublić et Peđa D'Boy
- Chœurs sur Bolje biti pijan nego star — Dragoš Kalajić et Jovan Ćirilov